# Toufic Ali
Toufic Ali Abuhammad (1990. november 8. –) palesztin labdarúgó, a ciszjrdániai területi élvonalban szereplő Jabal al-Mukaber kapusa.

## Pályafutása

### A válogatottban
A palesztin labdarúgó-válogatottban a 2011-es pánarab játékok Kuvait elleni bronzmeccsén mutatkozott be. Első kapott gól nélküli meccsét 2012. február 29-én játszotta Azerbajdzsán ellen.
Részt vett a 2015-ös és a 2019-es Ázsia-kupán.